# Дружинин, Пётр Михайлович
Дружинин, Пётр Михайлович (ум. 20 июля 1827) — педагог, с 1804 по 1827 год был директором 1-й Московской мужской гимназии.

## Биография
Родился в Рязани, происходил из духовного звания и получил образование в Рязанской духовной семинарии и в Санкт-Петербургской учительской семинарии.
В 1786 году он поступил на должность учителя в Московское Главное народное училище. На способности Дружинина обратил внимание попечитель Московского учебного округа Михаил Никитич Муравьев и 5 июля 1803 года назначил его директором училищ Московской губернии. По отзыву современников, Дружинин был далеко незаурядным педагогом: искренно любя детей и отечески относясь к ним, он не упускал ни одного случая быть им полезным. Таковы же были отношения у него и к сослуживцам, подчиненным ему.
С 1807 года по 1811 год он издавал в пользу учительских сирот «Журнал полезных изобретений в искусствах и ремеслах». Немаловажные заслуги он оказал и в 1812 году: возвратясь чуть не первым из университетских чиновников в разоренную столицу, он немедленно принялся за возобновление училищ и, устроив университетскую типографию, издавал «Московские ведомости», где в начале 1814 года поместил объявление, приглашая разоренных неприятелем родителей отдавать детей в гимназию за небольшую плату. Состоя директором, он немало поработал вообще для дела народного просвещения.
Благодаря своим связям, которыми, заметим кстати, никогда не пользовался для себя, он много сделал доброго не только для гимназии, но и для других учебных заведений округа. Так, известный меценат Прокопий Акинфиевич Демидов, отчасти по его инициативе, пожертвовал значительные суммы для высших учебных заведений; а З. П. Зосима, греческий дворянин, внес по его просьбе 10 000 р. ассигнациями для преподавания греческого языка в гимназии. Он приобрел дома в уездных городах Московского округа для училищ; собрал библиотеку и кабинет естественной истории для Московской гимназии. Вместе с тем представлял собою и образец редкого бескорыстия, лучшим доказательством которого может служить то, что, когда он скончался, у него не нашлось даже суммы, достаточной для погребения.